# Madison (Dakota du Sud)
Pour les articles homonymes, voir Madison.
La ville de Madison est le siège du comté de Lake, situé dans l’État du Dakota du Sud, aux États-Unis. Sa population s’élevait à 6 474 habitants lors du recensement de 2010 , estimée à 7 425 habitants en 2016.

## Histoire
Fondée en 1873, la ville doit son nom à ses lacs, qui rappelèrent à William Van Epps ceux de la région de Madison dans le Wisconsin.
La municipalité s'étend sur 4,61 milles carrés (11,94 km2). Elle abrite la Dakota State University (en).

## Démographie
| 1880 | 1890  | 1900  | 1910  | 1920  | 1930  |
| ---- | ----- | ----- | ----- | ----- | ----- |
| 96   | 1 736 | 2 550 | 3 137 | 4 144 | 4 289 |

| 1940  | 1950  | 1960  | 1970  | 1980  | 1990  |
| ----- | ----- | ----- | ----- | ----- | ----- |
| 5 018 | 5 153 | 5 420 | 6 315 | 6 210 | 6 257 |

| 2000  | 2010  | - | - | - | - |
| ----- | ----- | - | - | - | - |
| 6 540 | 6 474 | - | - | - | - |

## Personnalité
- Maurice Nelles (1906-1998), ingénieur, y est né.